# Hålsjötjärnen
Hålsjötjärnen är en sjö i Kungsbacka kommun i Halland och ingår i Rolfsåns huvudavrinningsområde.